# Ембд
Ембд (нім. Embd) — громада  в Швейцарії в кантоні Вале, округ Фісп.

## Географія
Громада розташована на відстані близько 90 км на південь від Берна, 36 км на схід від Сьйона.
Ембд має площу 13,4 км², з яких на 2% дозволяється будівництво (житлове та будівництво доріг), 21,2% використовуються в сільськогосподарських цілях, 16,1% зайнято лісами, 60,7% не є продуктивними (річки, льодовики або гори).

## Демографія
2019 року в громаді мешкало 280 осіб (-11,1% порівняно з 2010 роком), іноземців було 6,1%. Густота населення становила 21 осіб/км².
За віковим діапазоном населення розподілялося таким чином: 12,9% — особи молодші 20 років, 63,2% — особи у віці 20—64 років, 23,9% — особи у віці 65 років та старші. Було 119 помешкань (у середньому 2,2 особи в помешканні).
Із загальної кількості 67 працюючих 43 було зайнятих в первинному секторі, 7 — в обробній промисловості, 17 — в галузі послуг.